# Stipa parodii
Stipa parodii är en gräsart som beskrevs av Oscar R. Matthei. Stipa parodii ingår i släktet fjädergrässläktet, och familjen gräs. Inga underarter finns listade i Catalogue of Life.